# Монастырь Кинцвиси
Монастырь Кинцвиси (груз. ყინწვისი) — православный грузинский монастырь в регионе Шида-Картли, в восточной Грузии, в 10 километрах от города Карели, на лесистом склоне высокогорной долины реки Дзама.

## История
Монастырский комплекс Кинцвиси состоит из трех церквей неопределенного происхождения. Считается, что центральная (главная) церковь, посвященная святому Николаю, датируется началом тринадцатого века, в то, что принято считать золотым веком Грузии. Очень маленькая часовня по соседству посвящена святому Георгию и датируется тем же периодом.
Самая старая церковь, посвященная Богоматери, датируется десятым и одиннадцатым веками, но в основном она находится в руинах.
В настоящее время сайт внесен в список Всемирным фондом памятников как полевой проект.

## Архитектура
Главная церковь представляет собой большое сводчатое кирпичное здание с надписью крестов, в котором хранятся уникальные образцы средневекового Монументальная живопись настенного искусства начала тринадцатого века.
В центральной позиции купола находится Одигитрия в окружении архангелов Михаила и Гавриила. В центральной части арки купола находится крест в виде медальона. Медальоны с четырьмя евангелистами украшают кулоны . Изображения архангелов повторяются на южной и западной стенах церкви. Сцены Новый Завет Нового Завета появляются в северных стенах, также как и портреты грузинских царей, Георга III, Тамара и Георга IV Грузии . Особого внимания заслуживает фигура сидящего ангела (так называемый «Архангел Кинтсвиси») композиции Воскресения, изящно указывающей на открытый саркофаг, изображенный на фигурах царей между двумя окнами. Эти фрески датируются до 1205 года и классифицированы, благодаря роскошному использованию лазурита для окрашивания их фона, среди самых красивых картин того периода.
Эти фрески были заказаны Антоном Гнолистависдзе, местным феодальным магнатом, который служил в качестве королевского министра. Его фреска с образцом церкви в его руке представлена в нижнем регистре южной стены вместе с циклом изображений сильно пострадавшего святого Николая и изображений различных святых Грузии.
Фрески с Притвор нартексом датируются более поздней датой и были написаны по заказу выдающегося человека XV века Заза Панаскертели, чей портрет также изображен здесь.
Церковь Девы Марии также содержит Одигитрию, возведенную на троне с Причастием Апостолов в его разрушенной апсиде . Стены этой церкви, вероятно, были полностью окрашены так же, как и главная церковь, но все, кроме апсиды, рухнуло на склоне горы.